# خروماکووو
خروماکووو (به لهستانی:  Chromakowo) یک روستا در لهستان است که در گمینا لوتوچین واقع شده‌است.